# Koloale Football Club
Il Koloale FC (nome completo Koloale Football Club) è una società calcistica con sede ad Honiara, nelle Isole Salomone. Partecipa all'Honiara FA League e al National Club Championship.

## Rosa 2011-2012
| N. |                           | Ruolo | Calciatore      |
| -- | ------------------------- | ----- | --------------- |
| 1  | Isole Salomone (bandiera) | P     | Shadrack Ramoni |
| 2  | Isole Salomone (bandiera) | D     | Israel Koti     |
| 3  | Isole Salomone (bandiera) | D     | Freddie Kini    |
| 4  | Isole Salomone (bandiera) | D     | Cecil Buru      |
| 5  | Isole Salomone (bandiera) | D     | Samson Takayama |
| 7  | Isole Salomone (bandiera) | A     | Benjamin Baeoro |
| 9  | Isole Salomone (bandiera) | A     | Benjamin Totori |
| 10 | Isole Salomone (bandiera) | A     | Ezra Sale       |

| N. |                           | Ruolo | Calciatore       |
| -- | ------------------------- | ----- | ---------------- |
| 12 | Isole Salomone (bandiera) | D     | Gideon Omokirio  |
| 13 | Isole Salomone (bandiera) | C     | Lency Saeni      |
| 14 | Isole Salomone (bandiera) | C     | Augustine Samani |
| 15 | Isole Salomone (bandiera) | C     | Mostyn Beui      |
| 19 | Isole Salomone (bandiera) | A     | Joses Nawo       |
| 23 | Isole Salomone (bandiera) | A     | Steven Anisi     |
| 27 | Isole Salomone (bandiera) | A     | James Naka       |
| 30 | Isole Salomone (bandiera) | D     | Leonard Olea     |

## Staff Tecnico
- Allenatore: Jeffery Allan
- Vice-Allenatore: Francis Aruwafu
- Assistente tecnico: Marlon Houkarawa
- Preparatore atletico: Michael Utting
- Allenatore dei portieri: Fred Hale
- Dottore del team: Patterson Daudau
- Fisioterapista:Stuart Allen Riddle
- Massaggiatore: Patterson Daudau

## Palmarès

### Competizioni nazionali
- National Club Championship: 3

2003, 2008, 2011
- Honiara FA League: 3

2001, 2003, 2008

### Altri piazzamenti
- National Club Championship:

Secondo posto: 2006, 2006-2007, 2008-2009
Terzo posto: 2011-2012
- OFC Champions League:

Finalista: 2008-2009

### Risultati nelle competizioni OFC
- OFC Champions League: 3 apparizioni

Migliore: Finalista nel 2009
2009: Finalista
2011: 2° nel Gruppo A
2012: 4° nel Gruppo B

## Stadio
Lo stadio della squadra è l'Lawson Tama di Honiara.che può ospitare
fino a 16 000 posti a sedere tutti coperti. Lo stadio è il più grande delle Isole Salomone.
Infatti ospita anche le partite della nazionale di calcio delle Isole Salomone.